# Tobiko
Tobiko (とびこ) est le mot japonais pour les œufs de poisson volant.
Ces œufs sont petits, allant de 0,5 mm à 0,8 mm. Les tobiko sont plus grands que les œufs d'éperlan (masago) et plus petits que les œufs de saumon (ikura).
Les tobiko ont une couleur rouge-orangée mais on les trouve parfois parfumés au wasabi (vert), au gingembre (orange) ou à l'encre de calmar (noir).
Préparés en sashimi, ils peuvent être présentés sur des moitiés ou des quartiers d'avocat.